# Chin Ka-lok

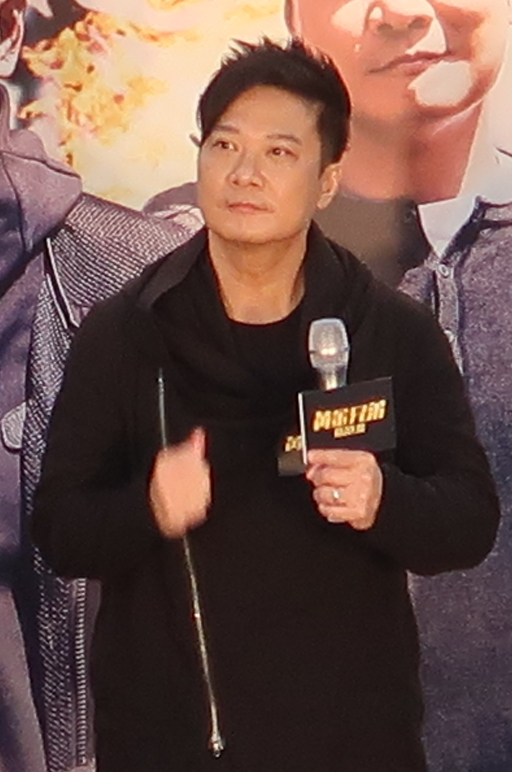
Chin Ka-lok en 2018.

Chin Ka-lok (梁財生, né le 6 août 1965), parfois crédité sous le nom de Chin Kar-lok, est un acteur et chorégraphe de scènes d'action hongkongais.

## Biographie
Frère cadet de l'acteur et cascadeur Chin Siu-ho, il commence sa carrière comme membre de l'équipe de cascadeurs de Sammo Hung à 16 ans.
En 1985, il fait ses débuts au cinéma dans First Mission de Sammo Hung dans le rôle de l'un des collègues policiers de Jackie Chan. En 1988, il remplace son frère Siu-ho dans Mr. Vampire 4. Après avoir joué dans The Green Hornet (en) et Combats de maître en 1994, il commence à faire des rôles qui ne nécessitent pas de démonstration d'arts martiaux. En 1995, il joue un démon scorpion dans la série Journey to the West (en). En 1997, il réalise son seul film, New Mad Mission.
En dehors du cinéma, il est l'un des animateurs de l'émission Super Trio series (en) avec Jerry Lamb et Eric Tsang.
En tant que passionné de voitures et de courses automobiles, il a joué le rôle d'un pilote de rue dans un court métrage comique. De plus, quand il participe au téléthon de TVB en 2005, il exécute des drifts en rond dans la même Nissan 350Z que celle du film avec Lee San-san au milieu. Puis, en 2003, il joue dans le film Star Runner (en) dans le rôle d'un pilote expérimenté de l'équipe de Kong Ching.

## Filmographie

### Cinéma
- Gang of Four (1978)
- Island of Virgins (1978)
- Leung mooi zai (1982)
- The 82 Tenants (1982)
- Man tian shen fo (1983)
- Fast Fingers (1983)
- Le Marin des mers de Chine (1983)
- Shen yong shuang xiang pao (1984)
- Hong Kong 1941 (1984)
- Soif de justice (1984)
- The Owl vs Bombo (1984)
- Le Flic de Hong Kong (1985)
- Mr Boo contre Pom Pom (1985)
- Those Merry Souls (1985)
- Le Flic de Hong Kong 2 (1985)
- First Mission (1985)
- Ghost Festival (1985)
- Le Sens du devoir 2 (1985)
- Une Flic de choc (1986)
- Shanghaï Express (1986)
- Sworn Brothers (1987)
- Eastern Condors (1987)
- Paper Marriage (1988)
- Dragons Forever (1988)
- Three Against the World (1988)
- Mr. Vampire 4 (1988)
- The Banquet
- Bury Me High (1991)
- The Tantana (1991)
- Swordsman 2 (1992)
- Opération Scorpio (1992)
- Great Hero from China (1992)
- Night Life Hero (1992)
- Martial Arts Master Wong Fei Hung (1992)
- Moon Warriors (1992)
- Vengeance of Six Dragons (1992)
- Fighting Fist (1992)
- Lady Killer (1992)
- Il était une fois en Chine 4 : La Danse du dragon (1993)
- The Avenging Quartet (1993)
- Hero Dream (1993)
- On Parole (1993)
- We're No Heroes (1994)
- Combats de maître (1994)
- The Green Hornet (1994)
- Kung Fu Kid (1994)
- Switch-Over (1994)
- Burden of Proof (1994)
- Jackie Chan sous pression (1995)
- Full Throttle (1995)
- Little Hero on the Run (1995)
- Kung Fu Cop (1995)
- Those Were the Days (1996)
- The King of Robbery (1996)
- 24 Hours Ghost Story (1997)
- Full Alert (1997)
- My Dad Is a Jerk (1997)
- Troublesome Night 2 (1997)
- The Intimates (1997)
- Task Force (1997)
- Troublesome Night 3 (1998)
- New Mad Mission (1998)
- Hong Kong X-File (1998)
- Hard Trail (1998)
- Life Express (1998)
- Troublesome Night 5 (1999)
- Fourteen Days Before Suicide (1999)
- Horoscope 1: The Voice from Hell (1999)
- The Truth About Jane and Sam (1999)
- Oh! My Dad! (1999)
- Hanky Panky (1999)
- Last Ghost Standing (1999)
- The Untold Story 3 (1999)
- Watch Out (1999)
- Baroness (2000)
- Born to Be King (2000)
- Killers from Beijing (2000)
- The King Boxer (2000)
- Bruce Law Stunts (2000)
- Hit Team (2001)
- Maniacal Night (2001)
- Killing End (2001)
- Let's Sing Along (2001)
- The Avenging Fist (2001)
- Mo ren kuang dao (2001)
- Chinese Heroes (2001)
- Mou man tai 2 (2002)
- To Seduce an Enemy (2003)
- City of SARS (2003)
- Star Runner (2003)
- Men Suddenly in Black (2003)
- Papa Loves You (2004)
- Osaka Wrestling Restaurant (2004)
- One Nite in Mongkok (2004)
- Cop Unbowed (2004)
- Boxer's Story (2004)
- Unusual Moment (2004)
- Hardrock Affairs (2004)
- Crazy N' the City (2005)
- It Had to Be You! (2005)
- A.V. (2005)
- 2 Young (2005)
- Drink-Drank-Drunk (2005)
- The Sentiment Confuses: The Cuttlefish (2005)
- The Great Heart (2005)
- My Kung-Fu Sweetheart (2006)
- Bet to Basic (2006)
- Half Twin (2006)
- Feel It Say It... (2006)
- Undying Heart (2006)
- Dancing Lion (2007)
- Lust, Caution (2007)
- Beauty and the 7 Beasts (2007)
- Vampire Super (2007)
- Shinjuku Incident (2009)
- Murderer (2009)
- Kungfu Cyborg (2009)
- Fortune King Is Coming to Town! (2010)
- 72 Tenants of Prosperity (2010)
- Bruce Lee, naissance d'une légende (2010)
- I Love Hong Kong 2012 (2012)
- Le Mystère des balles fantômes (2012)
- Cold War (2012)
- Golden Chicken 3 (2014)
- Overheard 3 (2014)
- Break Up 100 (2014)
- Keeper of Darkness (2015)
- Special Female Force (2016)
- Golden Job (2018)
- Once Upon a Time in Hong Kong (en production)

### Séries sur TVB
| Année | Titre                                           | Rôle                         | TVB Anniversary Awards                                                                                                   | Notes                   |
| ----- | ----------------------------------------------- | ---------------------------- | --- | ----------------------- |
| 1993  | The Legendary Ranger 原振俠                     | Mo Ming 莫名                 | |                         |
| 1995  | The Romantic Swordsman 小李飛刀                 | Ah-fei 阿飛                  | |                         |
| 1996  | The Hitman Chronicles 大刺客                    | 了因                         | |                         |
| 1996  | Journey to the West 西遊記                      | 蜈蚣精                       | |                         |
| 1997  | Detective Investigation Files 3 刑事偵緝檔案III | Cho Heung-tung 曹向東        | |                         |
| 1998  | Burning Flame 烈火雄心                          | Ng Dai-heng 吳大興           | |                         |
| 1999  | A Matter of Business 千里姻緣兜錯圈             | 樂文                         | |                         |
| 1999  | Game of Deceit 騙中傳奇                         | 顧井                         | |                         |
| 1999  | Dragon Love 人龍傳說                            | Yip Chu/Chow Chu 葉處 / 周處 | |                         |
| 2001  | Gods of Honour 封神榜                           | Yeung Jin 楊戩               | |                         |
| 2002  | Let's Face It 無考不成冤家                      | Au Yeung Sau-yip 歐陽守業    | |                         |
| 2002  | Good Against Evil 點指賊賊賊捉賊                | Chan Giem-fung 練劍鋒        | |                         |
| 2003  | Hearts of Fencing 當四葉草碰上劍尖時            | Yu Chi-wai 余志偉            | |                         |
| 2003  | Life Begins at Forty 花樣中年                   | Chan Bing-gei 陳炳基         | |                         |
| 2005  | The Academy 學警雄心                            | Kook Ming-cheung 曲明昌      | |                         |
| 2007  | The Drive of Life 歲月風雲                      | Chan Ka-lok 陳嘉樂           | | invité (épisodes 33-35) |
| 2007  | On the First Beat 學警出更                      | Kook Ming-cheung 曲明昌      | |                         |
| 2009  | A Bride for a Ride 王老虎搶親                   | Wong Lo-fu 王老虎            | Nommé au TVB Anniversary Award du meilleur acteur (Top 15) Nommé au TVB Anniversary Award du personnage masculin préféré |                         |
| 2011  | Only You Only You 只有您                        | Lau Siu-fong 劉小龍          | |                         |
| 2012  | Divas in Distress 巴不得媽媽                    | Chong Ka-long 莊嘉朗         | |                         |
| 2015  | The Fixer 拆局專家                              | Szeto Sam-ping 司徒心平      | |                         |

### Émissions sur TVB
| Année     | Titre                                                     | TVB Anniversary Awards                                                         |
| --------- | --------------------------------------------------------- | ------------------------------------------------------------------------------ |
| 1995–1996 | Movie Buff Championship 超級無敵獎門人                    |                                                                                |
| 1997      | Movie Buff Championship Series 2 超級無敵獎門人之再戰江湖 |                                                                                |
| 1998–1999 | The Super Trio Show 天下無敵獎門人                        | Prix du meilleur duo à l'écran (hors dramas)                                   |
| 1999      | The Super Trio Mega Show 驚天動地獎門人                   | Prix du meilleur duo à l'écran (hors dramas)                                   |
| 2000–2001 | The Super Trio Show Series 2 宇宙無敵獎門人               | Prix du meilleur duo à l'écran (hors dramas)                                   |
| 2002      | A Trio Delights 吾係獎門人                                |                                                                                |
| 2004–2005 | The Super Trio Continues 繼續無敵獎門人                   | Prix du meilleur duo à l'écran (hors dramas)                                   |
| 2008–2009 | Super Trio Supreme 鐵甲無敵獎門人                         | Meilleur animateur Nommée Meilleure émission de variétés (Top 10)              |
| 2008–2009 | Tips For Home Decoration Series 4 宜室宜居有辦法          |                                                                                |
| 2009      | Club Sparkle 星星同學會                                   | Meilleure émission de variétés Nommé Meilleur animateur (Top 5)                |
| 2010      | Super Trio Game Master 超級遊戲獎門人                     | Nommé Meilleur animateur (Top 5) Nommée Meilleure émission de variétés (Top 5) |
| 2010      | Tips For Home Decoration Series 5 宜室宜居有辦法          |                                                                                |
| 2013      | Super Trio Maximus 超級無敵獎門人終極篇                   |                                                                                |
| 2016      | I Heart HK 我愛香港                                       |                                                                                |